# Por una cabeza

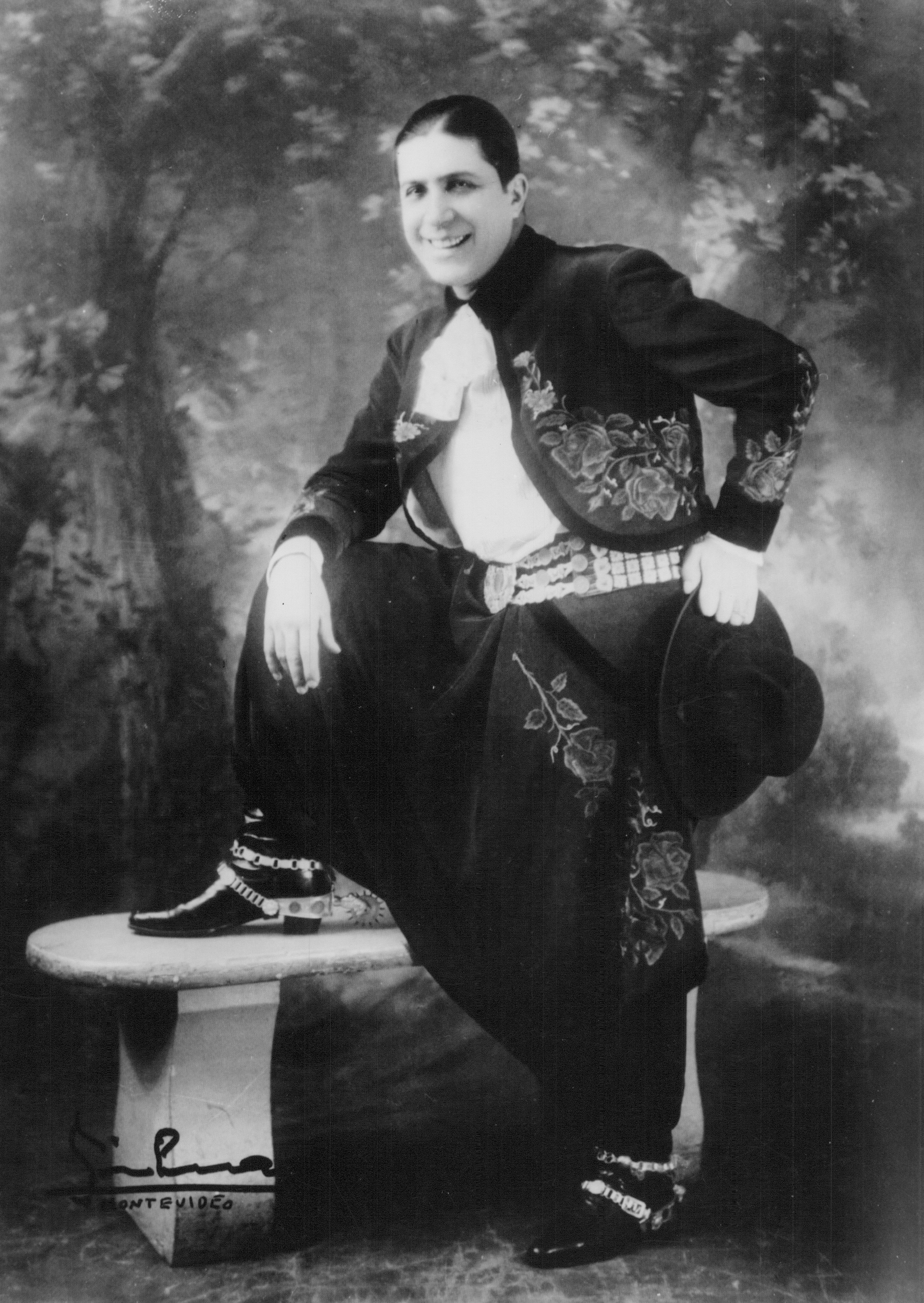
Карлос Гардель

«Por una cabeza» — популярное танго, песня, написанная в 1935 году Карлосом Гарделем и Альфредо Ле Пера. В переводе с испанского означает «Всего на́ голову (лошади)», либо «Потерявший голову».
Песня повествует о человеке, который играет на скачках и сравнивает своё пристрастие к лошадям с увлечением женщинами.
Это танго звучало во многих фильмах, начиная с «Танго-бар», и в других, таких как: «Правдивая ложь», «Деликатесы», «Список Шиндлера», «Вся королевская рать», «Плохой Санта», «Фрида», «Сюрприз», «Лёгкое поведение» в одном из эпизодов сериала «C.S.I.: Место преступления Нью-Йорк», «Части тела», «Тот ещё Карлосон!», «Туве», в мини-сериале «Розыгрыш», в х/ф «Прекрасная эпоха» и в первом эпизоде второго сезона знаменитого сериала «Бумажный дом» персонаж с псевдонимом Берлин включает эту композицию на радио. В фильме «Запах женщины» одной из самых зрелищных сцен является танго в исполнении Аль Пачино и Габриэль Анвар под мелодию «Por una cabeza».